# Émetteur de Nador

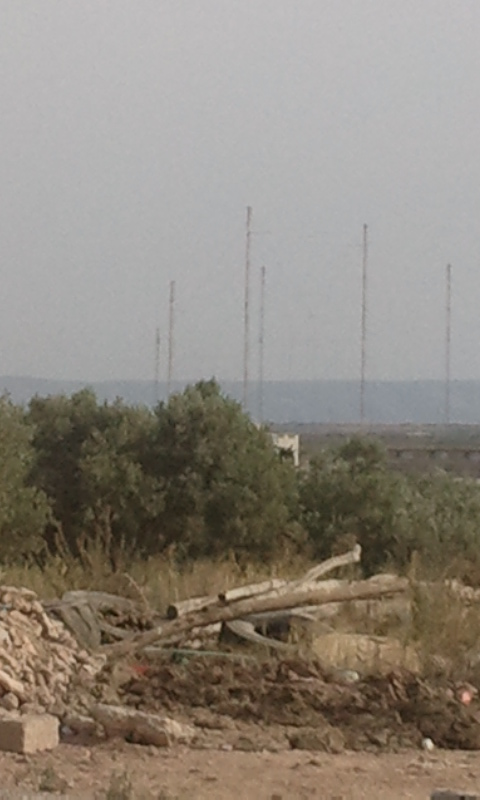

L'émetteur de Nador est un émetteur pour la radio sur ondes courtes et ondes longues (AM) situé à 18 kilomètres au sud de Nador, au Maroc. Il appartient à la société de radiodiffusion privée franco-marocaine "Medi 1". L'antenne de transmission pour les ondes longues se compose de trois pylônes de 380 mètres qui figurent parmi les structures les plus hautes en Afrique.
Avec une puissance d'émission de 2000 kW, et un axe de tir orienté pratiquement nord-sud, la zone d'écoute de "Medi 1" englobe une grande partie des pays du Maghreb. En France, le programme est reçu sur une partie du littoral méditerranéen.
Le centre de diffusion accuse le poids de ses 30 ans. La réfection du site nécessite un investissement de 20 millions d’euros. L’État marocain est d’accord pour financer 50 % de cette somme, l’autre moitié étant provisionnée par la station.